# Samuel Mokédé
Samuel Mokédé (Parigi, 3 novembre 1979) è un ex calciatore svedese, di ruolo centrocampista.

## Carriera

### Club
Mokede giocò per il Forward, prima di passare all'Örebro. Tornò ancora al Forward, prima di vestire le maglie di Örebro Syrianska e Ölme. Nel 2006, passò ai norvegesi dell'Haugesund. Esordì nella 1. divisjon in data 30 aprile, subentrando a Morten Hæstad nella sconfitta per 2-1 sul campo del Sogndal. Tornò successivamente all'Örebro Syrianska e al Forward, prima di trasferirsi al Karlslunds.